# Матиев, Ажимат
Ажима́т Мати́ев (кирг. Ажымат Матиев; 1905 год, село Алмалуу-Булак, Андижанский уезд, Ферганская область — 26 августа 1991 года) — председатель колхоза «Алмалу-Булак» Ачинского района Джалал-Абадской области, Киргизская ССР. Герой Социалистического Труда (1948).

## Биография
Родился в 1905 году в крестьянской семье в селе Алмалуу-Булак (ныне — Сузакский район Джалал-Абадской области).
В конце 20-х годов XX столетия принимал активное участие в колхозном движении на юге современной Киргизии. Одним из первых вступил в сельскохозяйственную артель в родном селе. С 1934 года — председатель колхоза «Алмалу-Булак» Ачинского района.
Вывел колхоз «Алмалу-Булак» в число передовых сельскохозяйственных предприятий Джалал-Абадской области. В 1947 году колхоз перевыполнил план по крупному рогатому скоту на 120 %, по овцеводству и коневодству — на 108,9 %, по шерсти — на 110 % и по молоку — на 113 %. Указом Президиума Верховного Совета СССР от 15 сентября 1948 года удостоен звания Героя Социалистического Труда с вручением ордена Ленина и золотой медали «Серп и Молот».
Этим же Указом за выдающиеся трудовые достижения звания Героя Социалистического Труда были удостоены заведующий коневодческой фермой Кочкомбай Абдраимов и старший табунщик Абдыкадыр Карымшагов.
С 1953 по 1960 года — председатель сельского совета села Алмалуу-Булак и с 1960 по 1987 года — заведующий коневодческой фермой колхоза «Алмалу-Булак».